# Otoba parvifolia
Otoba parvifolia är en tvåhjärtbladig växtart som först beskrevs av Mgf., och fick sitt nu gällande namn av Alwyn Howard Gentry. Otoba parvifolia ingår i släktet Otoba och familjen Myristicaceae. Inga underarter finns listade i Catalogue of Life.